# NK Rudeš
Maillots
Le Nogometni Klub Rudeš est un club de football croate fondé en 1957 et basé à Rudeš, dans la banlieue de Zagreb.

## Histoire
Évoluant pendant la majorité de son histoire dans les divisions inférieures, le NK Rudeš accède pour la première fois de son histoire à la deuxième division croate en 2009. Il y évolue huit saisons avant de l'emporter à l'issue de la saison 2016-2017, validant son accession en première division pour la première fois de son histoire après un match remporté le 14 mai 2017 face au NK Solin, candidat lui-aussi à la montée cette saison-là,. 
Le NK Rudeš découvre la première division pour la première fois de son histoire lors de la saison suivante. Pour ses débuts dans l'élite du football croate, le club termine huitième du classement et parvient à se maintenir aisément avec treize points d'avance sur les barrages de relégation. Il signe par ailleurs cette saison-là un partenariat avec l'équipe espagnole du Deportivo Alaves, qui ne dure cependant qu'une année.

## Palmarès
- Championnat de Croatie de deuxième division
  - Vainqueur : 2017 et 2023.